# William H. Burns
William Herbert Burns, född 27 februari 1878 i Stayner i Ontario, död 1 januari 1964 i Saint Boniface i Manitoba, var en kanadensisk politiker och curlingspelare. Han var skipper i det Manitoba-lag som vann uppvisningsgrenen curling i de olympiska vinterspelen 1932 i Lake Placid.
Han var borgmästare i Portage la Prairie i Manitoba 1921–1930 och ledamot av underhuset för det konservativa partiet i Kanadas parlament 1930–1935.